# Апин, Риваи
Риваи Апин (индон. Rivai Apin; 30 августа 1927, Падангпанджанг, Западная Суматра — 21 апреля 1995, Джакарта) — индонезийский художник и поэт, представитель «Поколения-45».

## Краткая биография
По национальности минангкабау. Изучал юриспруденцию в Джакарте. Работал редактором журналов «Нусантара», «Гема Суасана», «Сиасат», «Зенит» и «Заман Бару». В 1959—1965 гг. был членом секретариата организации «Лекра». После событий 30 сентября 1965 был арестован и находился в заключении на о. Буру до конца 1979 г.. Писал стихи, которые были опубликованы в сборниках «Эхо родины» в 1948 г. и «Трое против судьбы» в 1950 г. (совместно с Хаирилом Анваром и Асрулом Сани). Позднее, в 1971 г. австралийский исследователь Х. Авелинг напечатал одно стихотворение поэта в голландском журнале Bijdragen tot de Taal-, Land- en Volkenkunde и в 1972 г. подборку стихов под названием «Из двух несбывшихся миров» в Австралии.
Риваи Апин выступил первым публикатором сборника своего друга Хаирил Анвара «Гром и пыль» (1949).
Большое влияние на авторский почерк поэта оказала поэзия американо-английского поэта Т. С. Элиота. Риваи Апин одним из первых выдвинул лозунг ориентации на народные истоки. Близость к действительности сочеталась в его творчестве с романтическими мотивами. Он считался в своё время наиболее интеллектуальным поэтом Индонезии.

## Основные труды
- Gema Tanah Air. Djakarta, 1948.
- Chairil Anwar; Rivai Apin; Asrul Sani. Tiga menguak takdir, Djakarta: Balai Pustaka, 1950.
- Dari dua dunia belum sudah: collected verse of Rivai Apin. Editor H. Aveling. Southeast Asian Studies Program, Murdoch University, 1975.

## Цитата
Пусть камень пораженья громоздится

На камень пораженья, — тем огромней

Величественный будет пьедестал.

И это мы врезаем в твёрдый мрамор

Слова победы.«Памятник». Перевод С. Северцева.